# Max Klinger

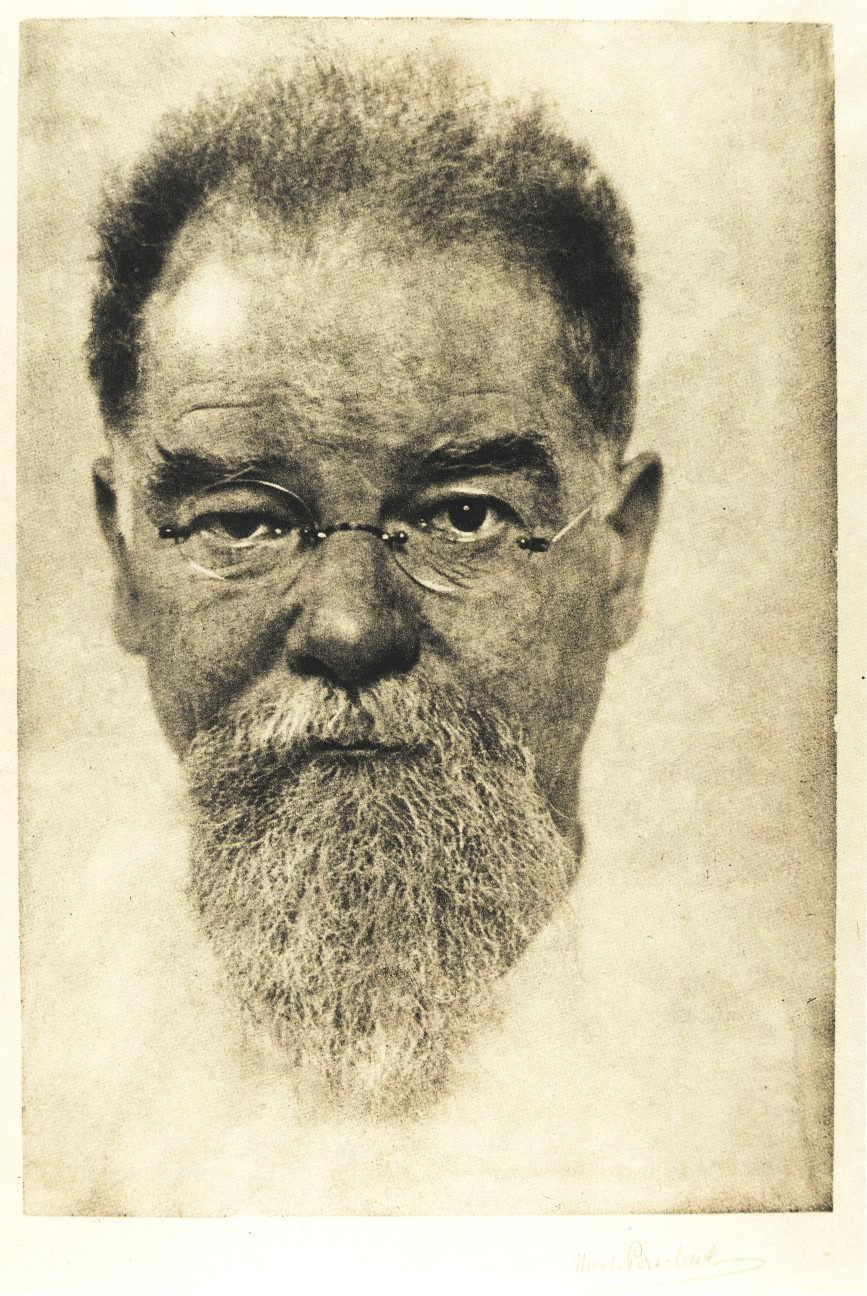
Max Klinger op een foto gemaakt door Nicola Perscheid, 1915

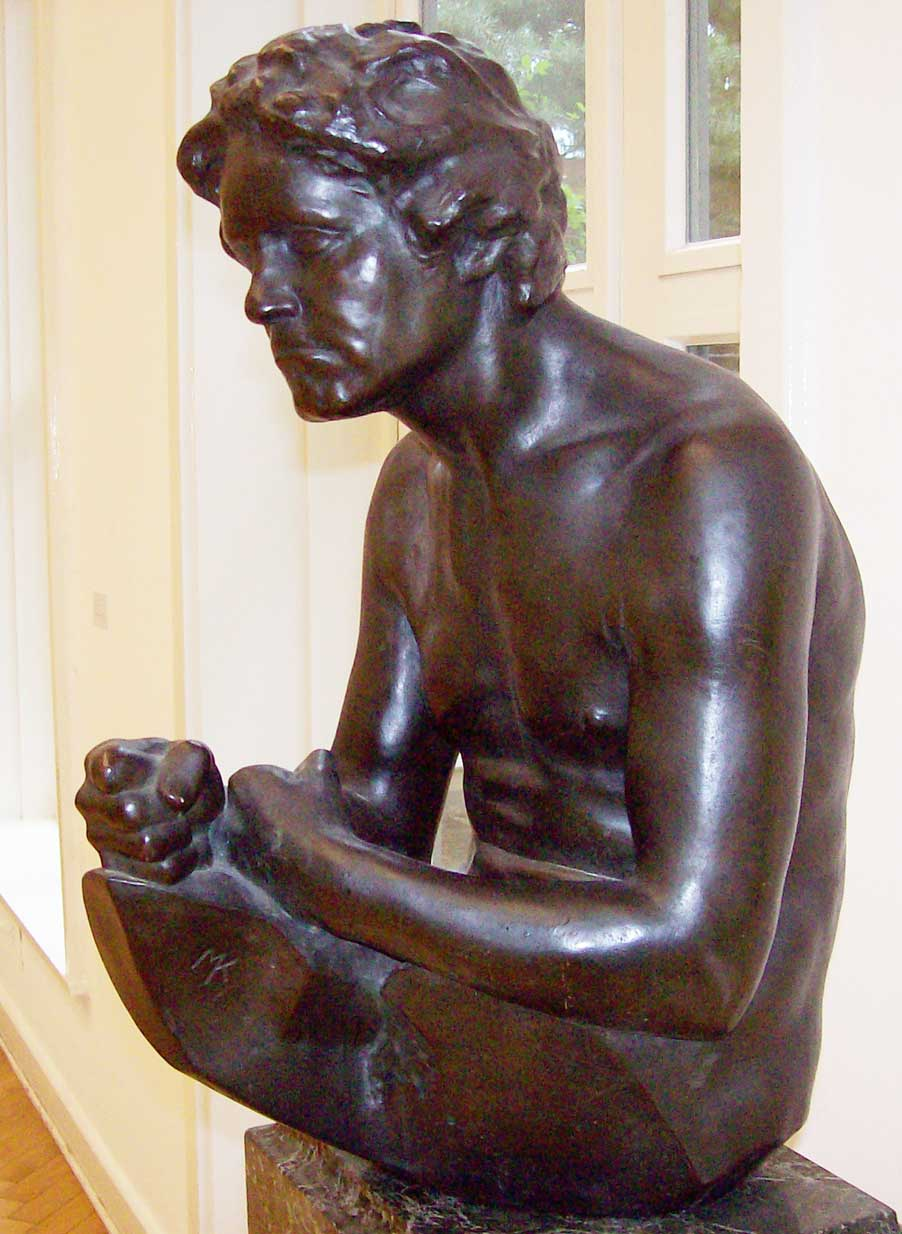
Beethoven Torso, 1902, brons

Max Klinger (Leipzig, 18 februari 1857 - Großjena, 5 juli 1920) was een Duitse symbolistische kunstschilder, beeldhouwer en graficus. Klinger studeerde in Karlsruhe. Hij was een bewonderaar van de etsen van Menzel en Goya.
Klinger begon zijn opleiding in 1874 aan de Academie te Karlsruhe bij Karl Gussow; toen deze in 1875 leraar werd aan de  Academie te Berlijn ging Klinger met hem mee. Na verblijven in München en Brussel woonde hij van 1883-1886 in Parijs. Van 1888-1890 maakte hij een reis naar Italië, waar hij Arnold Böcklin leerde kennen, naar wiens schilderijen hij al enkele etsen had vervaardigd. In 1893 vestigde hij zich weer in Leipzig, waar zijn huis een middelpunt werd van het kunstzinnige en maatschappelijke leven. In 1897 kreeg hij een professoraat aan de Academie voor grafische kunsten.
Talrijke reizen voeren hem door geheel Europa. In zijn zeer veelzijdig oeuvre als graficus is zijn bekendste werk een serie van tien etsen getiteld Paraphrase über den „Fund eines Handschuhs“ (gedrukt 1881). Deze prenten waren gebaseerd op beelden in Klingers dromen na het vinden van een handschoen op een ijsbaan. In dit geval wordt de handschoen een symbool voor romantische verlangens van de kunstenaar. De platen suggereren verschillende psychische toestanden of crises waarmee de kunstenaar een persoon afbeeldt (die een opvallende gelijkenis heeft met de jonge Klinger).
Klinger bereisde intensief de kunstcentra van Europa voor hij terugkeerde naar Leipzig in 1893. Vanaf 1897 concentreerde hij zich vooral op het beeldhouwen; rond zijn marmeren standbeeld van Beethoven was de Wiener Secession-tentoonstelling van 1902 georganiseerd.
Klinger werd aangehaald door vele kunstenaars, onder wie Giorgio de Chirico, als een belangrijke schakel tussen de symbolistische beweging van de 19e eeuw en het begin van de metafysische en surrealistische bewegingen van de 20e eeuw.

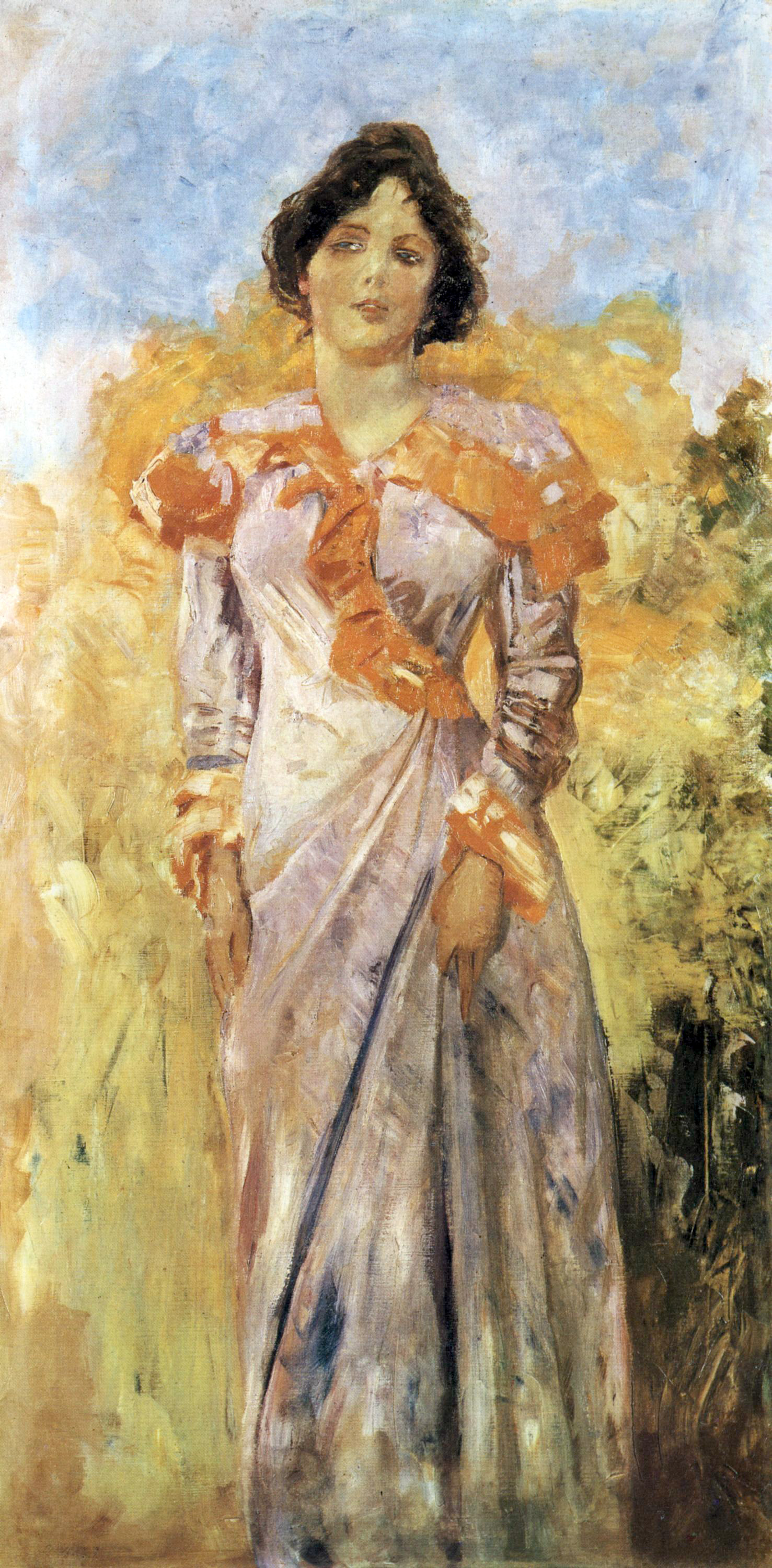
Max Klinger: Portret van Elsa Asenijeff, 1904; coll. Museum der Bildenden Künste, Leipzig

Van plm. 1898 tot 1911 had Klinger een relatie met de schrijfster en dichteres Elsa Asenijeff, die hij meermalen heeft geportretteerd. Toen Klinger vanaf 1910 ook een relatie met een in dat jaar 17-jarig model was begonnen (met wie Klinger kort vóór zijn overlijden trouwde) kreeg Elsa een mentale depressie, en zij stierf in 1941 uiteindelijk in armoede, in een psychiatrische instelling.